# 马斯圣谢利
马斯圣谢利（法語：Mas-Saint-Chély，法語發音：[mas sɛ̃ ʃeli]）是法国洛泽尔省的一个市镇，属于弗洛拉克区。

## 地理
马斯圣谢利（44°18'32"N, 3°23'46"E）面积56.81 平方千米，位于法国奧克西塔尼大區洛泽尔省，该省份为法国南部内陆省份，北起上盧瓦爾省和康塔爾省，西接阿韦龙省，南至加尔省，东临阿尔代什省。
与马斯圣谢利接壤的市镇（或旧市镇、城区）包括：于尔-拉帕拉德、拉马莱讷、戈尔日迪塔恩科斯。

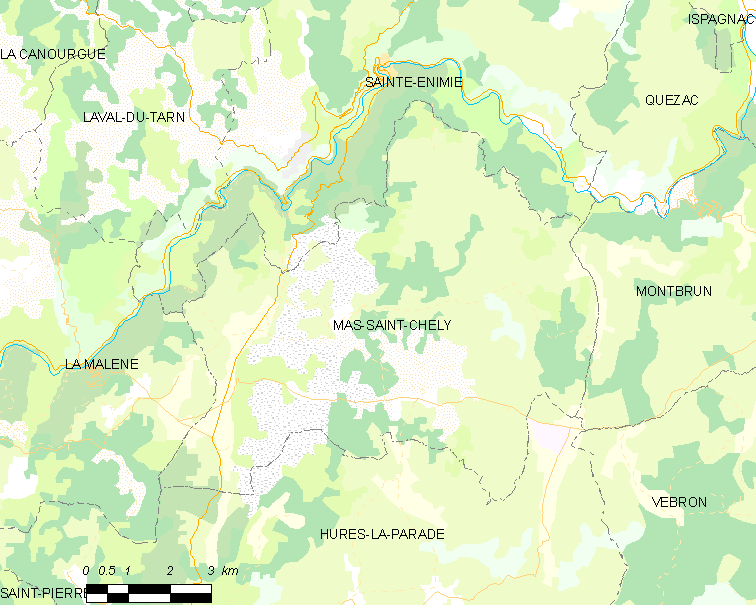
马斯圣谢利的OSM定位图

马斯圣谢利的时区为UTC+01:00、UTC+02:00（夏令时）。

## 行政
马斯圣谢利的邮政编码为48210，INSEE市镇编码为48141。

## 政治
马斯圣谢利所属的省级选区为弗洛拉克三河镇县。

## 人口

1962-2008年间马斯圣谢利人口变化图示

马斯圣谢利于2022年1月1日时的人口数量为102人。